# Arctotherium wingei
Arctotherium wingei es una especie de oso extinta perteneciente al género Arctotherium, de la familia de mamíferos placentarios Ursidae. Habitó en el Pleistoceno de América del Sur.
Junto a Arctotherium vetustum, y Arctotherium tarijense conforma el subgénero Pararctotherium.

## Descripción original
Arctotherium wingei fue descrito originalmente por Florentino Ameghino en el año 1902.

## Distribución
Habitó en el Pleistoceno de Bolivia, en Brasil posiblemente durante el Lujanense, y en Venezuela y México en el Pleistoceno superior y en el Holoceno inferior.

## Características generales
Arctotherium wingei era un oso de pequeñas dimensiones, pesando entre unos 150 a 250 kg.
El estudio de la morfología dentaria indica que probablemente esta era la especie más vegetariana del género Arctotherium; aunque seguramente también depredaban sobre la diversa fauna pleistocénica. Por comparación con las especies actuales, puede inferirse que consumía también una gran variedad de alimentos tales como insectos, otros pequeños animales, frutas o miel.
Probablemente esta especie utilizaba cuevas como refugio. Esto no implica que los osos excavaran las cuevas, sino que probablemente utilizaban las excavadas por otros mamíferos; probablemente edentados extintos como Glossotherium y Scelidotherium.
La extinción de este taxón en América del Sur, puede vincularse primariamente a la desaparición de los megaherbívoros, sus principales presas, en un contexto de fuerte presión de caza ejercida por el hombre, junto a importantes cambios ambientales durante el fin del Pleistoceno.